# ایگریشته (لسکوواتس)
ایگریشته (به صربی: Igrište) یک منطقهٔ مسکونی در صربستان است که در لسکواس واقع شده‌است. ایگریشته ۲۹۲ نفر جمعیت دارد.